# Lavergne (Lot i Garonna)
Lavergne – miejscowość i gmina we Francji, w regionie Nowa Akwitania, w departamencie Lot i Garonna.
Według danych na rok 1990 gminę zamieszkiwały 572 osoby, a gęstość zaludnienia wynosiła 29 osób/km² (wśród 2290 gmin Akwitanii Lavergne plasuje się na 663. miejscu pod względem liczby ludności, natomiast pod względem powierzchni na miejscu 539.).